# Cheekah Bow Bow (That Computer Song)
Cheekah Bow Bow (That Computer Song) è un singolo del gruppo musicale olandese Vengaboys, pubblicato il 18 settembre 2000 come quarto estratto dall'album The Platinum Album.
Il brano é accreditato come una collaborazione con Cheekah, la figura animata che compare nel video della canzone.

## Tracce
CD Maxi
1. Cheekah Bow Bow (That Computer Song) (Hit Radio Mix) – 2:53
2. Cheekah Bow Bow (That Computer Song) (XXL) – 4:56
3. Cheekah Bow Bow (That Computer Song) (Transa RMX) – 6:50
4. Cheekah Bow Bow (That Computer Song) (Dillon & Dickins RMX) – 7:10
5. Cheekah Bow Bow (That Computer Song) (Pulsedriver RMX) – 6:53

- Extras:

Cheekah Bow Bow (That Computer Song) (Video)
12" Maxi
1. Cheekah Bow Bow (That Computer Song) (Hitradio Mix) – 2:53
2. Cheekah Bow Bow (That Computer Song) (Album Version) – 3:00
3. Cheekah Bow Bow (That Computer Song) (Dillon & Dickins RMX) – 7:10

## Classifiche
| Classifica (2000) | Posizione massima |
| ----------------- | ----------------- |
| Austria           | 30                |
| Belgio (Fiandre)  | 30                |
| Germania          | 34                |
| Irlanda           | 35                |
| Paesi Bassi       | 29                |
| Regno Unito       | 19                |
| Svezia            | 33                |
| Svizzera          | 49                |